# Tudo Incluído
Tudo Incluído foi um programa que recordou os maiores sucessos da estação SIC, ao longo dos últimos 25 anos, apresentado por Andreia Rodrigues, desde 10 de junho de 2017 a 30 de setembro de 2017.

## Sinopse
Em cada episódio é recordado os maiores sucesso da SIC, tal como, Big Show SIC, Vale Tudo, Ídolos, Herman SIC, Ai os Homens, Agora ou Nunca, Chuva de Estrelas, Os Malucos do Riso e Gato Fedorento.

## Audiências
| Data de Transmissão    | Rating | Share | Ref.   |
| ---------------------- | ------ | ----- | ------ |
| 10 de junho de 2017    | 5.1%   | 20.7% | [ 2 ]  |
| 17 de junho de 2017    | 4,3%   | 17,8% | [ 3 ]  |
| 24 de junho de 2017    | 3,6%   | 15,3% | [ 4 ]  |
| 1 de julho de 2017     | 4.1%   | 16.0% | [ 5 ]  |
| 8 de julho de 2017     | 3,6%   | 15,3% | [ 6 ]  |
| 15 de julho de 2017    | 3,1%   | 13,3% | [ 4 ]  |
| 22 de julho de 2017    | 3,8%   | 14,8% | [ 7 ]  |
| 29 de julho de 2017    | 3,8%   | 17,3% | [ 8 ]  |
| 5 de agosto de 2017    | 4,3%   | 17,8% | [ 9 ]  |
| 12 de agosto de 2017   | 4,3%   | 18,5% | [ 10 ] |
| 19 de agosto de 2017   | 3,6%   | 15,7% | [ 11 ] |
| 26 de agosto de 2017   | 4,0%   | 17,0% | [ 12 ] |
| 2 de setembro de 2017  | 3,9%   | 16,7% | [ 13 ] |
| 9 de setembro de 2017  | 3,2%   | 14,0% | [ 14 ] |
| 16 de setembro de 2017 | 3,9%   | 16,5% | [ 15 ] |
| 23 de setembro de 2017 | 3,1%   | 13,2% | [ 16 ] |
| 30 de setembro de 2017 | 4,5%   | 18,1% | [ 17 ] |
| Total                  | —      | —     | —      |

## Episódios
| Temporada | Temporada | Episódios | Exibição            | Exibição               |
| Temporada | Temporada | Episódios | Estreia             | Final                  |
| --------- | --------- | --------- | ------------------- | ---------------------- |
|           | 1         | 17        | 10 de junho de 2017 | 30 de setembro de 2017 |

## Lista de Episódios
| #  | #  | Titulo                | Exibição SIC           |
| -- | -- | --------------------- | ---------------------- |
| 1  | 1  | "Big Show SIC"        | 10 de junho de 2017    |
| 2  | 2  | "Vale Tudo"           | 17 de junho de 2017    |
| 3  | 3  | "Ídolos"              | 24 de junho de 2017    |
| 4  | 4  | "Herman SIC"          | 1 de julho de 2017     |
| 5  | 5  | "Ai os Homens"        | 8 de julho de 2017     |
| 6  | 6  | "Agora ou Nunca"      | 15 de julho de 2017    |
| 7  | 7  | "Chuva de Estrelas"   | 22 de julho de 2017    |
| 8  | 8  | "Os Malucos do Riso"  | 29 de julho de 2017    |
| 9  | 9  | "Gato Fedorento"      | 5 de agosto de 2017    |
| 10 | 10 | "Levanta-te e Ri"     | 12 de agosto de 2017   |
| 11 | 11 | "Os Incríveis"        | 19 de agosto de 2017   |
| 12 | 12 | "Camilo & Filho Lda." | 26 de agosto de 2017   |
| 13 | 13 | "Bravo Bravíssimo"    | 2 de setembro de 2017  |
| 14 | 14 | "Zé Carlos"           | 9 de setembro de 2017  |
| 15 | 15 | "Roda dos Milhões"    | 16 de setembro de 2017 |
| 16 | 16 | "Alta Definição"      | 23 de setembro de 2017 |
| 17 | 17 | "Globos de Ouro"      | 30 de setembro de 2017 |